# عادت (زیست‌شناسی)

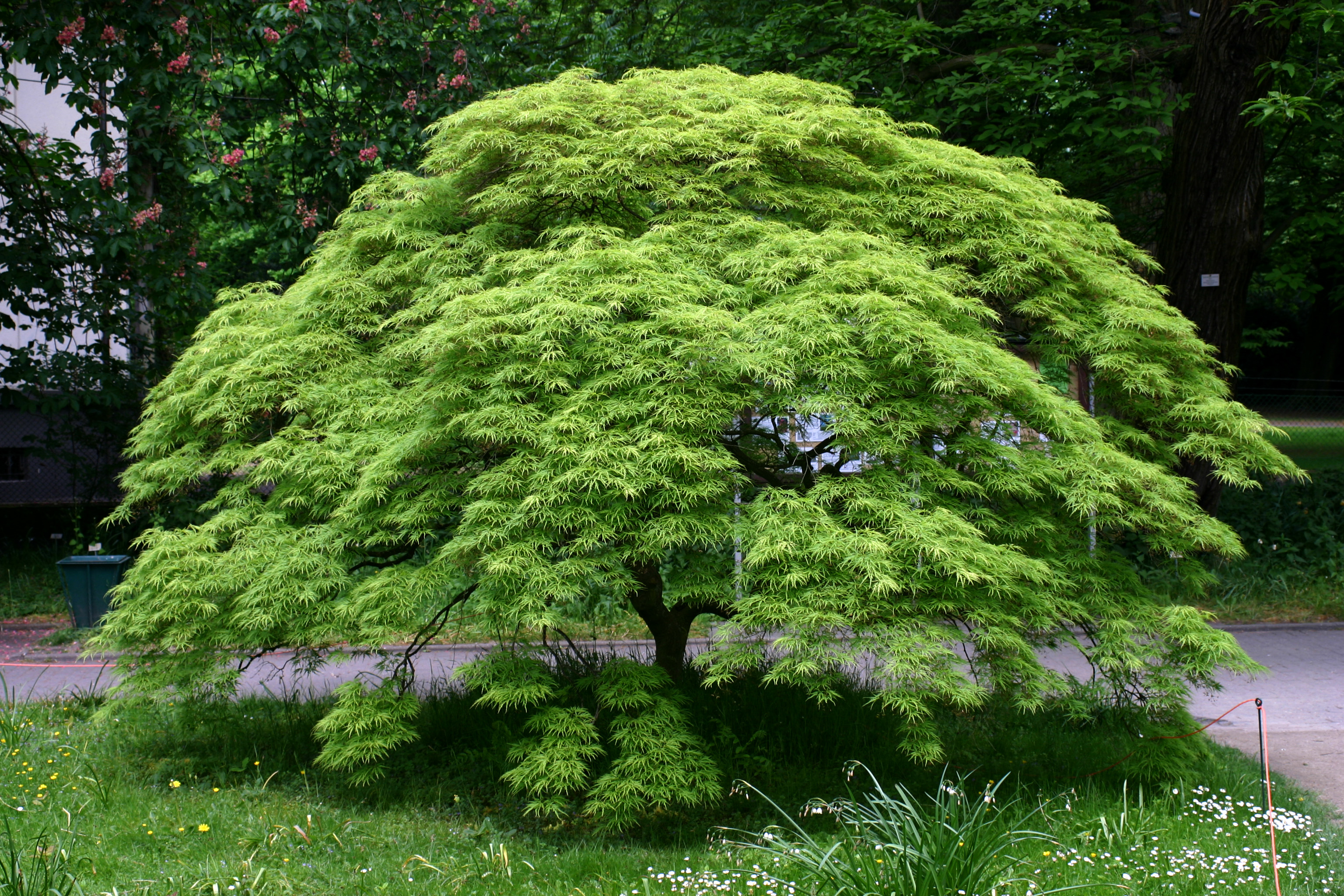
این رقم افرای ژاپنی عادتی شبیه به گنبد دارد.

عادت (به انگلیسی: Habit, habitus)، در برخی از کاربردها در زیست‌شناسی، به گونه‌های مختلف از جنبه‌های رفتار یا ساختار اشاره دارد، به شرح زیر:
- در جانورشناسی (به‌ویژه در رفتارشناسی)، عادت معمولاً به جنبه‌هایی از «رفتار» کم‌وبیش قابل پیش‌بینی، غریزی یا غیر آن اشاره دارد، اگرچه کاربرد گسترده‌تری نیز دارد. واژۀ Habitus به شکل ویژه یا ریخت‌شناسی یک گونه اشاره دارد.
- در گیاه‌شناسی، عادت شکل مشخصی است که در آن گونه معینی از گیاه رشد می‌کند (به عادت گیاه مراجعه کنید).[۱]

## رفتار
حالت زندگی (یا سبک زندگی، modus vivendi) مفهومی است که به «عادت» مربوط می‌شود و گاهی از آن به عنوان عادت جانور یاد می‌شود. ممکن است به قابلیت‌های جنبش اشاره داشته باشد، مانند «(عادت حرکتی»، بی‌تحرک، بی‌تحرک، رفتار و سازوکارهای تغذیه، حالت تغذیه (زندگی آزاد، انگلی، ناجندندگی، ساپرتروفیک، نوع تغذیه‌ای)، نوع زیستگاه (خشکی‌زی) درختی، آبی، دریایی، آب شیرین، آب دریا، اعماق دریا، پلاژیک، شناگر، پلانکتون و غیره)، دوره فعالیت (روزانه، شبانه)، انواع برهم‌کنش بوم‌شناختی و غیره.
عادت‌های گیاهان و جانوران اغلب در پاسخ به تغییرهای محیطی تغییر می‌کند. به عنوان مثال: اگر گونه‌ای دچار بیماری شود یا تغییر شدید زیستگاه یا آب‌وهوای محلی وجود داشته باشد یا به منطقه دیگری منتقل شود، در آن صورت عادت‌های عادی ممکن است تغییر کند. چنین تغییرهایی ممکن است آسیب‌شناسی یا سازگاری باشد.